# Rheum lhasaense
Rheum lhasaense A.J. Li & P.G. Xiao – gatunek rośliny z rodziny rdestowatych (Polygonaceae Juss.). Występuje naturalnie w Chinach – w Tybecie. 

## Morfologia
PokrójBylina dorastająca do 30–70 cm wysokości.
LiścieIch blaszka liściowa ma kształt od trójkątnego do trójkątnie owalnego. Mierzy 8–20 cm długości oraz 6–13 cm szerokości, jest całobrzega, o sercowatej nasadzie i ostrym lub tępym wierzchołku. Ogonek liściowy jest nagi i osiąga 3–7 cm długości. Gatka jest błoniasta.
KwiatyZebrane w wiechy, rozwijają się na szczytach pędów. Listki okwiatu mają owalny kształt i zielono-purpurową barwę.
OwoceMają kulisty kształt, osiągają 8–9 mm długości.

## Biologia i ekologia
Rośnie na murawach. Występuje na wysokości od 4200 do 4600 m n.p.m. Kwitnie od lipca do sierpnia.